# Evangelische Kirche Eggen

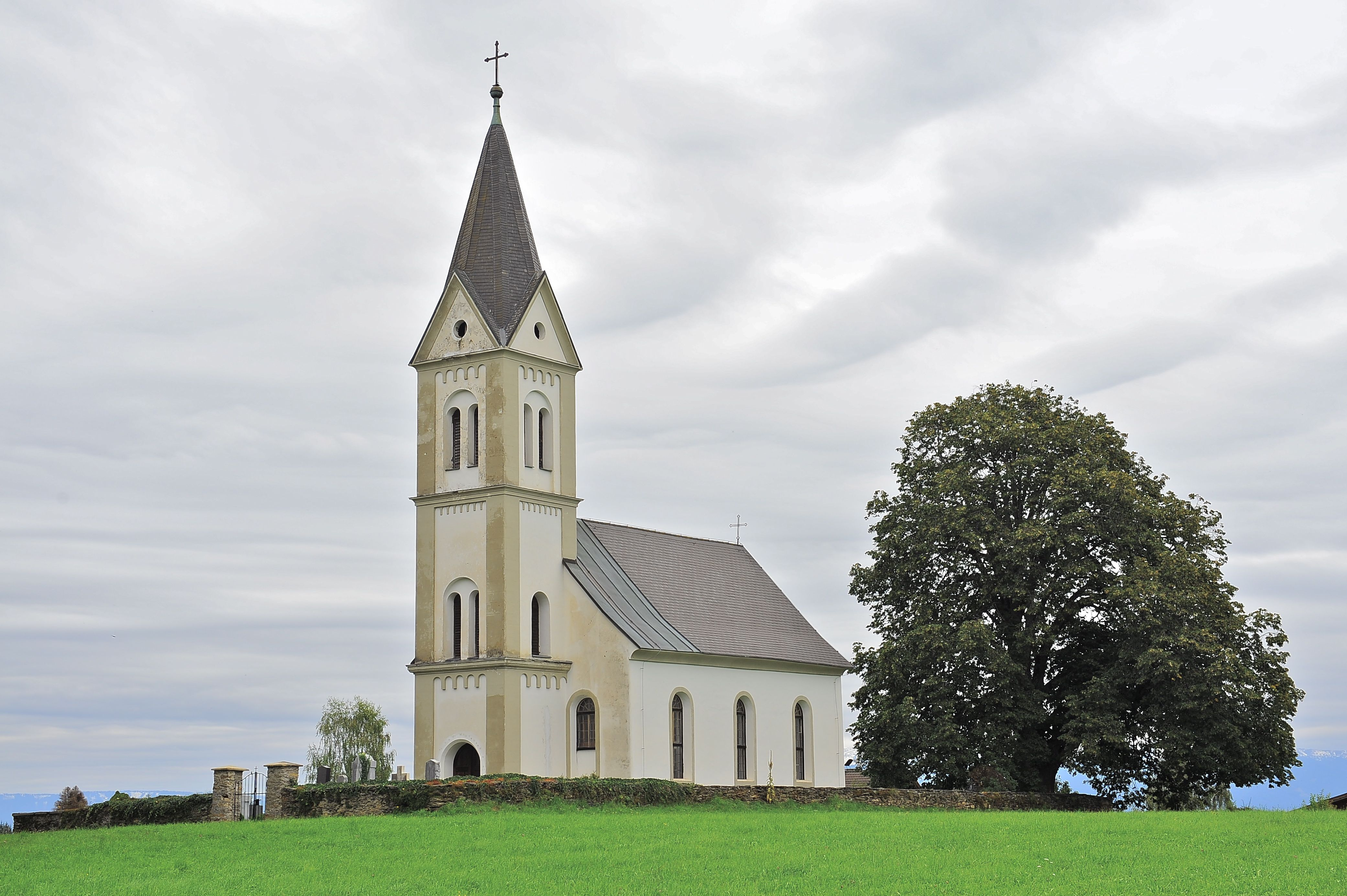
Evangelische Kirche Eggen

Die Evangelische Kirche Eggen ist die evangelische Kirche im Frauensteiner Ortsteil Eggen. Sie ist eine Tochtergemeinde der Pfarre Sankt Veit an der Glan. Die Kirche und der dazugehörige Friedhof stehen  unter Denkmalschutz.

## Geschichte
Die Kirche entstand als Filialkirche von Gnesau. Ein erstes Toleranzbethaus wurde 1784 aus Holz errichtet. Die heutige Kirche stammt von 1854, der Turm von 1897/98.

## Bauwerk
Die Kirche ist barockisierend gestaltet, der Turm in romanischen Formen errichtet. Das dreijochige Langhaus weist eine Pilastergliederung mit hohen Rundbogenfenstern und einem Kreuzgratgewölbe auf. Es wird mit einer niedrigeren, eingezogenen Rundapsis abgeschlossen. Der Kanzelaltar ist klassizistisch. Die Westempore trägt in einem Orgelerker die Orgel.